# Cinnamomum crassinervium
Cinnamomum crassinervium là loài thực vật có hoa trong họ Nguyệt quế. Loài này được Miq. miêu tả khoa học đầu tiên năm 1864.